# 幸福川

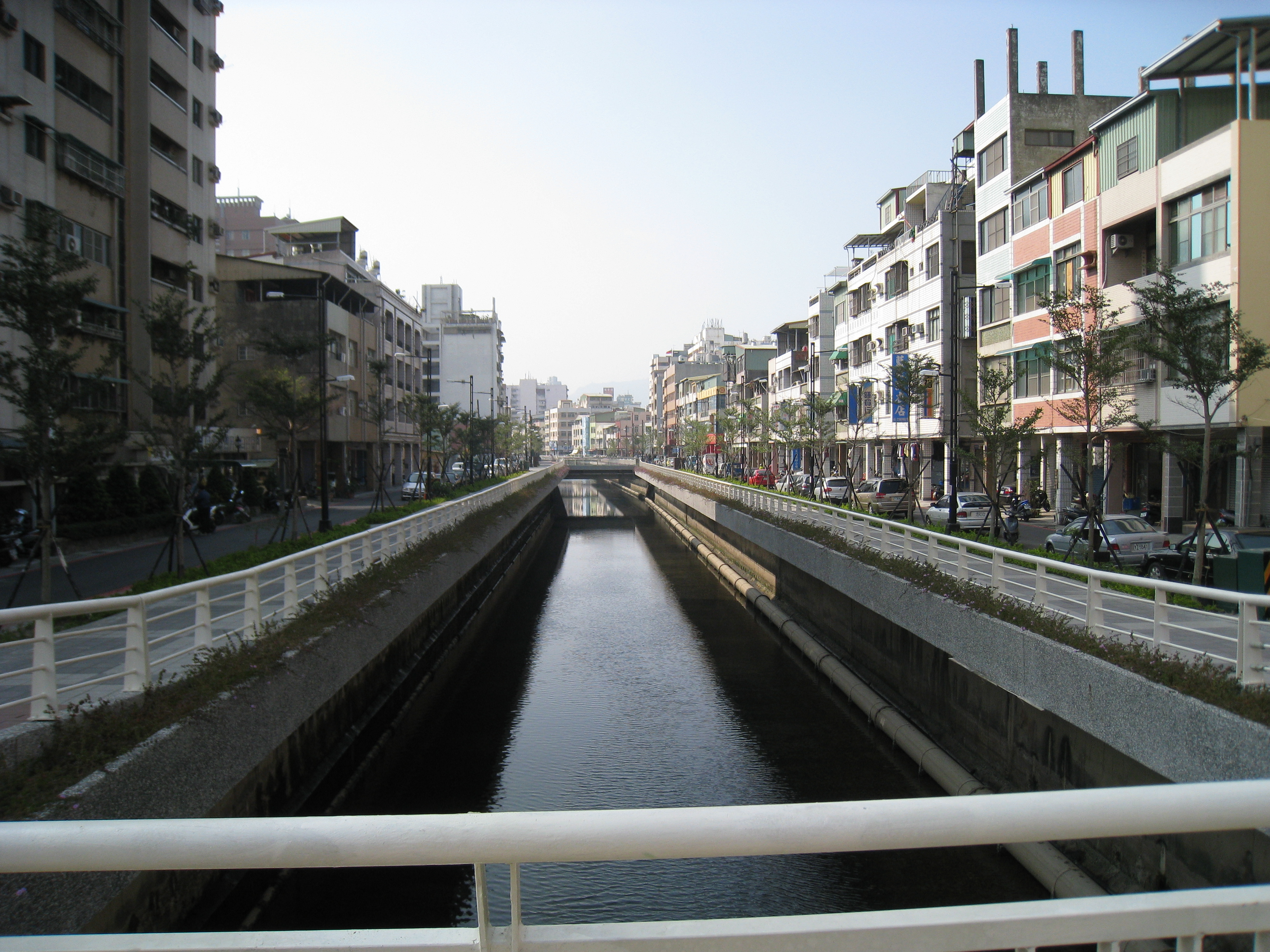
幸福川中段。

幸福川（二號運河）是一條位在臺灣高雄市境內的小型河川，全長約5.3公里。河道兩側為高雄市的河南路及河北路，橫跨三民區、前金區、新興區、苓雅區，上游河段延伸至苓雅區，至民族路河段上方為加蓋的綠地公園；過民族路後未加蓋，並延三民區南邊界注入愛河。
高雄市政府於2010年至2011年在幸福川下游未加蓋部分進行再造計畫，以改善河道景觀及沿途環境，計畫完成後亦有許多電影在此取景（如：寶米恰恰）。

## 名稱
幸福川早期的稱呼有「𩻸港」（上游）、「三塊厝港」（下游）、「大港溪」、「𩻸港圳」、「大港圳」和「三塊厝溪」等。在臺灣日治時期的都市計畫中，幸福川相對於編為「一號運河」的高雄川（今之愛河）本流被編為「二號」，於是有了「二號運河」之稱呼並延續至民國時期。
在2010年9月2日到9月30日期間，配合整治及景觀工程，高雄市政府為運河命名舉辦了網路投票，最後由「幸福川」獲得最高票，二號運河因此再命名為幸福川。